# Корепанов, Александр Евгеньевич
Александр Евгеньевич Корепанов (27 февраля 1961) — советский и российский футболист, защитник, полузащитник. Тренер. Мастер спорта СССР.
Воспитанник футбольной школы СК «Ижпланета» Ижевск, первые тренеры В. А. Коробейников, М. Я. Кузяев. Всю карьеру отыграл в ижевских клубах «Зенит» (1978—1989; 293 матча) и «Газовик»/«Газовик-Газпром» (1990—1994; 121 матч). Обладатель кубка РСФСР 1988. Бо́льшую часть выступлений провёл во второй лиге (1978—1989, 1992, 1994). В 1990 году стал чемпионом и обладателем Кубка Удмуртии, в 1991 году был играющим тренером во второй низшей лиге, в 1993 играл в первой лиге. На региональном уровне также выступал за «Иж-Планету» (1983), клубную команду «Зенита» (1984—1985), «Локомотив» (1994).
Работал тренером в командах «Динамо»/«Ижевск» (2003—2004), «Шинник»-д (2005). В 2006 году — тренер, с августа — главный тренер клуба «СОЮЗ-Газпром». Был главным тренером в 2008 году с мая. Тренер «Спутника» Агрыз (2010). С 2015 года — инструктор по спорту в ССШОР «Зенит-Ижевск».
Окончил Высшую школу тренеров (2005).